# Миссия Кокса — Квасьневского
Миссия Ко́кса — Квасьне́вского — мониторинговая миссия Европейского парламента по наблюдению за рассмотрением уголовных дел экс-премьер-министра Украины Юлии Тимошенко, бывшего министра внутренних дел Юрия Луценко и бывшего и.о. министра обороны Валерия Иващенко. Миссию проводили бывший президент Польши Александр Квасьневский и бывший председатель Европарламента Пэт Кокс.
Миссия была создана в мае 2012 года, после договоренностей между президентом Европарламента Мартином Шульцем и премьер-министром Украины Николаем Азаровым, и действовала с июня 2012 года. В апреле 2013 года Европарламент продлил работу миссии до сентября, а в октябре — до середины ноября 2013 года.
Ожидалось, что на Вильнюсском саммите, который прошел 28—29 ноября 2013 года, решение миссии было бы решающим при подписании Соглашения об ассоциации между Украиной и Европейским союзом.
7 июня 2014 года, после инаугурации пятого Президента Украины Петра Порошенко, Александр Квасьневский заявил об успешном завершении миссии.